# De la vida benaurada
De la vida benaurada (en llatí: De vita beata), també traduïda amb el títol La vida feliç, és un diàleg moral escrit pel filòsof estoic romà Sèneca el Jove. La publicació d'aquesta obra acostuma a localitzar-se l'any 58 per què és l'any en què Suili fou condemnat a l'exili i, per tant, moment en què l'autor estaria en la necessitat de reafirmar la seva postura filosòfica davant les seves acusacions.
L'obra, l'última part de la qual està mutilada perquè la tradició textual no la va poder conservar, està redactada sota els preceptes de la retòrica i està composta per vint-i-vuit capítols o llibres que, alhora, es poden englobar en dues parts.
- La primera part, que comprèn del capítol I al XV, en què l'autor, que es dirigeix a una segona persona concreta (seu germà Galió o al mateix lector), exposa la seva filosofia i en descriu els diversos conceptes,

- i la segona part, del capítol XVI fins al XXVIII, en què concentra la redacció a la seva auto-defensa i justificació enfront dels seus acusadors, als quals es dirigeix, majoritàriament, en una segona persona plural.

Pel que fa a la forma i l'estil, trobem en aquesta obra grans evidències de l'educació retòrica del filòsof. Utilitza diversos recursos propis d'oradors i polítics per a l'exposició de la seva doctrina: presenta el tema de manera directa i n'explica els detalls amb diversos exempla o metàfores il·lustratives.
Els conceptes es descriuen per mitjà de contrastos i l'exposició de diverses perspectives permet l'explicació més àmplia de tota la teoria i la refutació. Entre tot això s'hi intercalen nombroses frases sentencioses (podríem dir que Sèneca escrivia en aforismes) amb finalitat gnòmica i en aparent desordre: no obstant això, la sensació de falta d'una estructura argumentativa fixa no és fortuïta, amb aquesta aconsegueix que el lector retingui millor les seves explicacions i les interioritzi.
Aquesta obra és el resum perfecte de la filosofia estoica de Sèneca, que esdevé una versió romanitzada (és a dir, que n'ha adaptat la forma a les virtuts i el pensament romà) de la postura. Així, adapta l'estoïcisme al tarannà i tradició dels romans. Per exemple, en la refutació a l'epicureïsme del capítol XV és present el sentiment patriòtic i militar exclusiu dels romans aplicat a la filosofia.

## Acusacions d'hipocresia i motiu de l'obra
Al llarg de tota la seva vida, l'autor va rebre nombroses acusacions d'hipocresia per la discordança entre la seva filosofia i els seus actes. Hi ha molts casos que es tractaren de simples calúmnies, però esdeveniments de la seva vida demostren que sí incomplia alguns dels preceptes de l'estoïcisme.
Per començar, no va aplicar les severes normes de l'estoïcisme a la seva vida stricto sensu per consell del seu pare, qui temia, d'una banda, que les restriccions empitjoréssin la seva feble salut, i per l'altra, que es guanyés l'odi de l'emperador Tiberi, hostil als filòsofs.
Després de la seva tornada a Roma va esdevenir professor de Neró per ordre de la seva mare Agripina i, com que aquest ja comptava amb dos preceptors de filosofia, es pot deduir que les seves ensenyances anaven encaminades més cap a la formació de l'eloqüència i la moralitat. No obstant això, el comportament de Neró durant el seu govern mostra que no aprengué gaire del seu mestre, que durant els cinc primer anys del principat neronià havia governat amb saviesa, ja que li va disminuir l'accés al poder i va començar un comandament cruel i malvat fins a l'execució del matricidi. I no obstant la filosofia de Sèneca, ell fou qui escriví la carta de Neró dirigida al Senat per justificar aquest assassinat.
Suili l'acusà directament de no haver complert els preceptes estoics i, fins i tot, d'actuar immoralment: el va denunciar per acumular riqueses i cercar-ne més per mitjà d'herències i també d'oprimir Itàlia i les províncies amb la seva gran usura. Tan gran degué ser aquesta acusació que, segons Tàcit, fou el motiu pel qual Sèneca i els seus camarades es dedicaren a remoure el passat de Suili per acusar-lo de casos d'extorsió i apropiament de diners públics d'època de Claudi. Aquesta acusació formal li provocà l'exili a Suili, però considerant que el dany no havia estat reparat, el filòsof es veié en la necessitat d'escriure De vita beata com a resposta a les crítiques i per defensar-se davant l'opinió pública.

## Traduccions catalanes
L'obra ha estat publicada en versió catalana dues vegades: el 1924 per Carles Cardó, de la Fundació Bernat Metge, i una més recent, el 2009, a càrrec de l'editorial Angle i amb la traducció de Núria Gómez Llauger. Està amb títols diferents, interpretats ambdós del llatí: el més literal és de Carles Cardó, ja que conserva l'estructura sintàctica llatina, però la de Núria Gómez, en ser més lliure, és més genuïnament catalana.